# Namuwite
La namuwite è un minerale.